# Колібрі-вилохвіст мексиканський
Колі́брі-вилохві́ст мексиканський (Doricha eliza) — вид серпокрильцеподібних птахів родини колібрієвих (Trochilidae). Ендемік Мексики.

## Опис

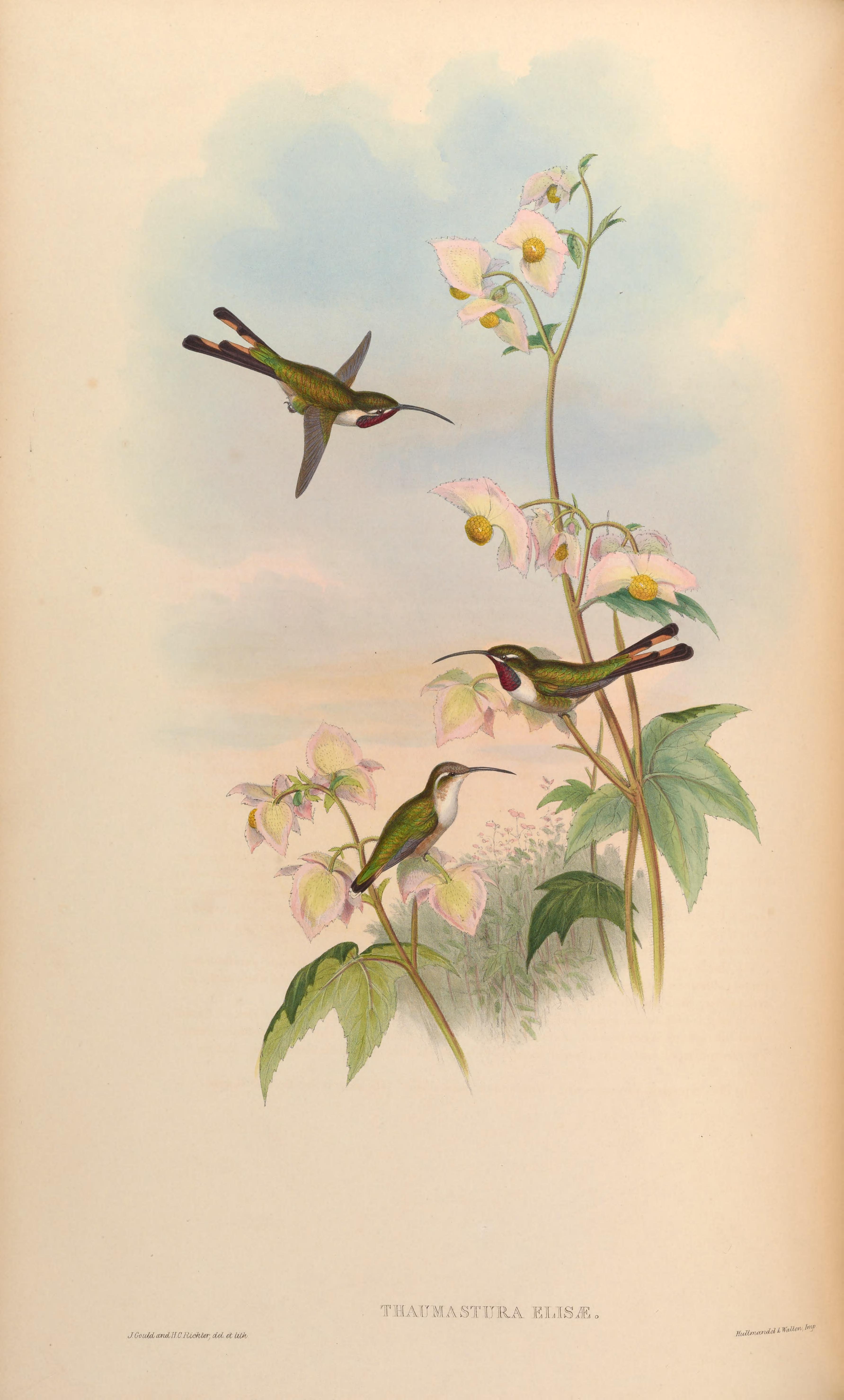
Мексиканські колібрі-вилохвости

Довжина самців становить 9-10 см, враховуючи довгий хвіст, довжина самиць становить 8,5-9 см, вага 2,4-2,6 г. У самців тім'я тьмяно-зелене, потилиця і верхня частина тіла бронзово-зелені, за очима білі смуги. На горлі рожевувато-фіолетова пляма, решта нижньої частини тіла біла, боки зелені, блискучі. Хвіст довгий, глибоко роздвоєний, центральні стернові пера зелені, решта стернових пер чорні з коричневими внутрішніми краями. Дзьоб довгий, вигнутий, чорний.
У самиць верхня частина тіла бронзово-зелена, обличчя білувате, за очима чорнуваті смуги. Горло, груди і живіт білуваті, боки коричнюваті. Хвіст коротший, ніж у самців, роздвоєний, крайні стернові пера рудуваті з чорними смугами на кінці і білими кінчиами. Забарвлення молодих птахів подібне до забарвлення самиць.

## Поширення і екологія
Мексиканські колібрі-вилохвости мешкають на сході центрального Веракрусу, а також на північному узбережжі півострова Юкатан в штатах Юкатан і Кінтана-Роо. В штаті Веракрус вони живуть в первинних сухих широколистяних лісах і на сухих луках, заглиблюючись до 25 км вглиб суходолу, на висоті до 1425 м над рівнем моря. На півострові Юкатан вони живуть в мангрових лісах і у вузькій смузі прибережних тропічних лісів, не далі, ніж на 1 км від узбережжя. Також птахи трапляються в парках і садах.
В штаті Веракрус мексиканські колібрі-вилохвости живляться нектаром квітучих рослин з родів Ipomoea, Malvaviscus, Agave і Justicia, а також Helicteres guazumaefolia. Також вони доповнюють свій раціон дрібними безхребетними. У Веракрусі гніздування триває з травня, на Юкатані з серпня по березень. Гніздо невелике, чашоподібне, робиться з лишайників, павутиння і насіння айстрових. В кладці 2 яйця.

## Збереження
МСОП класифікує стан збереження цього виду як близький до загрозливого. За оцінками дослідників, загальна популяція мексиканських колібрі-вилохвостів становить від 8500 до 12500 птахів, з яких у Веракрусі мешкає менше 2500 птахів, а на Юкатані — від 6 до 10 тисяч птахів. Їм загрожує знищення природного середовища.